# Erwin Bauer
Erwin Bauer (17 de julho de 1912 – 3 de junho de 1958) foi um automobilista alemão.
Bauer participou do Grande Prêmio da Alemanha de 1953 de Fórmula 1, não marcando pontos.